# Franciszek Maria z Camporosso
Franciszek Maria z Camporosso (wł. Giovanni Croese, ur. 27 grudnia 1804 w Camporosso, zm. 17 września 1866 w Genui) – włoski kapucyn, kwestarz, opiekun chorych zwany przez ludzi Il Padre Santo (wł. Święty Ojciec), Święty Kościoła rzymskokatolickiego. 

## Dzieciństwo
Przyszedł na świat jako czwarte dziecko Anzelma Croese i Marii Antoniny z domu Garza. Cały ich majątek składał się ze średniej wielkości gaju oliwkowego i paru sztuk świń. Jego rodzice byli szanowanymi i lubianymi ludźmi odznaczającymi się głęboką wiarą. Bardzo wyraźnie oddają to słowa jego ojca, który wypowiedział kiedyś do niego następujące zdanie: „Dzień powinno się zacząć w kościele. To jest najlepsze błogosławieństwo, jakie może człowieka spotkać od Pana na początku dnia”. 
Dorastając w domu, gdzie panowała religijna atmosfera uczył się od rodziców pierwszych modlitw i pomagał im w oporządzaniu skromnego dobytku. W 1816 r. przyjął pierwszą Komunię Świętą, a w październiku tegoż samego roku sakrament bierzmowania z rąk biskupa z Nicei – Joana Colonny d'Istria. Po zakończeniu mszy świętej, pozostał w kościele modląc się aż do wieczora. W 1817 r. ciężko zachorował, idąc wraz z ojcem do Mentone. Jego matka udała się do sanktuarium Madonna di Laghetto, by prosić Matkę Bożą o zdrowie dla swojego syna. Otrzymała tę łaskę i przyszły święty za jej orędownictwem odzyskał zdrowie.

## Życie zakonne
W jakiś czas po chorobie podjął decyzję, aby wstąpić do klasztoru. W 1822 r. udał się wraz z rodakiem z Camporosso do klasztoru franciszkanów konwentualnych San Francesco, w Sestri Ponente. Tam otrzymał tercjarski habit i imię zakonne Antoni. Przebywał tam dwa lata, jednak przez cały ten czas odczuwał, że to wciąż nie jest to miejsce, którego szukał. Pewnego dnia zobaczył w przyklasztornym kościele modlącego się kapucyna i postanowił przenieść się do tego zgromadzenia zakonnego. Przełożony klasztoru, w którym przebywał dotychczas nie zgodził się na to, ale wysłał go do sanktuarium L'Asquasanta, koło Voltri, będącego od 1568 r. w rękach kapucynów. Miał on nadzieję, że brat Antoni zrezygnuje ze swojego postanowienia. Był on bowiem uważany za bardzo przykładnego brata. Brat Antoni przez cały czas swojego pobytu w tamtym miejscu był do tego stopnia oczarowany prostotą życia i przestrzeganiem milczenia przez braci tam mieszkających, że zapragnąłby tam zostać jako brat mniejszy kapucyn. Został jednak zmuszony do opuszczenia go i powrotu do San Francesco. Po krótkim czasie powrócił tam, by prosić o przyjęcie do nowicjatu, ale bracia kapucyni byli mu niechętni z powodu jego niestałości. Pomimo to, niedługo potem otrzymał zezwolenie na przejście do tegoż zgromadzenia zakonnego. Obawiając się, aby nie próbowali go zatrzymać bracia z klasztoru San Francesco, opuścił go nocą po kryjomu. Jako nowy członek Zakonu Braci Mniejszych Kapucynów otrzymał nowe imię: Franciszek Maria. Zaraz potem udał się z domu przejściowego w Voltri do nowicjatu w Genui, w klasztorze św. Barnaby. Jego mistrzem nowicjatu był o. Bernard z Pontedecimo. 
17 grudnia 1825 r. po dorocznych rekolekcjach został obłóczony w kapucyński habit, a w rok później, w rocznicę tego wydarzenia 17 grudnia 1826 r. złożył swoje śluby zakonne. W czasie nowicjatu okazywał wielką gorliwość w postach i umartwianiu w intencji nawrócenia grzeszników. Jego przełożeni próbowali hamować nieco jego zapał, ale brat Franciszek pozostał niewzruszony w swoich postanowieniach.
Ze względu na jego łagodny i pełen dobroci charakter bracia przeznaczyli go do opieki nad chorymi. Od wyznaczenia mu nowego zadania dzielił swój czas pomiędzy chorych i modlitwę w chórze zakonnym (zarówno indywidualną, jak i wspólnotową). Później także otrzymał zadanie chodzenia po kweście, w celu zaopatrywania klasztoru w jedzenie i środki niezbędne do życia. Była to bardzo odpowiedzialna funkcja, którą powierzano tylko najlepszym braciom, gdyż byli oni „wizytówką” klasztoru. Na początku czerwca 1832 r. umarł jego ojciec. Brat Franciszek szybko zdobył zaufanie i życzliwość wśród mieszkańców, zaczęto go nazywać „Il Padre Santo” (Święty Ojciec). Niejednokrotnie wspomagał strapionych i załamanych, a grzeszących napominał i przestrzegał. Często modlił się przed tabernakulum, wypraszając wiele łask dla innych ludzi. Istotę ubóstwa widział nie tylko w tym, aby prowadzić skromny i prosty styl życia, ale raczej w pomocy biednym i upadłym. 
W 1857 r. umarła mu matka w wieku 88 lat. Kiedy w 1865 r. przeniesiono go na skutek wyczerpania organizmu do szpitala, odkryto na jego biodrach pas pokutny oraz wiele ran na ciele spowodowanych surowym stylem życia. W 1866 r. w Genui wybuchła epidemia cholery. Brat Franciszek chodził wtedy po domach niosąc chorym pomoc na miarę swoich słabnących sił. Wkrótce sam się zaraził. Choroba szybko postępowała. W niedzielę, 16 września nastąpiła poprawa stanu zdrowia, jednak już następnego dnia jego stan szybko się pogorszył. Tego dnia przyjął sakrament namaszczenia chorych i absolucję generalną. 17 września 1866 r., o godzinie 17:00, Franciszek Maria umarł wypowiedziawszy słowa: „Jezus! Maryja!”.
30 czerwca 1929 r. papież Pius XI ogłosił go błogosławionym, a 9 grudnia 1962 r. papież Jan XXIII kanonizował go. Jego wspomnienie obchodzi się 19 września.